# Kar al-Ghazal
Kar al-Ghazal (arab. قرع الغزال) – wieś w Syrii, w muhafazie Aleppo, w dystrykcie Dżabal Siman. W 2004 roku liczyła 209 mieszkańców.